# Microparra capensis
Microparra capensis là một loài chim trong họ Jacanidae.